# Józef Głuski
Józef Głuski z Drzewicy herbu Ciołek – podsędek lubelski w latach 1777-1785, podstoli lubelski w latach 1775-1777, cześnik lubelski w latach 1771-1775, łowczy lubelski w latach 1770-1771, wojski większy lubelski w latach 1767-1770, skarbnik urzędowski w latach 1766-1767.
Poseł na sejm 1778 roku z województwa lubelskiego. Poseł na sejm 1780 roku z województwa lubelskiego.